# Iconenkalender
De Iconenkalender is een kalender die sinds 2018 in Suriname wordt uitgegeven door de culturele vereniging NAKS. Jaarlijks worden twaalf rolmodellen belicht die een positieve rol hebben gespeeld voor de Surinaamse samenleving. 
Het idee voor de kalender ontstond toen NAKS in 2017 haar zeventigste verjaardag vierde. Elk jaar komt een nieuwe kalender uit met zes mannen en zes vrouwen en een beschrijving waarom ze een voorbeeld zijn geweest in hun vakgebied. De kalender wordt tweetalig uitgebracht, in het Nederlands en het Sranantongo. Bij elke maand staat ook een odo (gezegde of spreekwoord).
NAKS motiveerde de selectie in 2020 als volgt: "Grani fiti den bikasi den gi Sranan grani" ("Eer is passend voor ze, want ze maken Suriname groot"). De aandacht naar de twaalf iconen gaat niet alleen via de kalender, maar gaat ook via een bijgaande expositie. Sinds het begin wordt hier de schooljeugd bij betrokken.
Met de kalender wordt blijvende kennis opgebouwd van rolmodellen die ook in de jaren erna van inspiratie kunnen zijn. In de loop van de jaren heeft de kalender zich ontwikkeld tot een collector's item.

## Edities
Vanaf de zesde editie in 2023 zijn de iconen niet alleen meer Afro-Surinaams, maar multi-etnisch vanuit de Alakondregedachte, oftewel ten behoeve van alle bevolkingsgroepen van Suriname.
- 2018: Eugène Drenthe, Harold Braam, Fransje Gomes, Johannes Polanen, Louise Wondel, Frits van Troon, Johanna Schouten-Elsenhout, Jack Pinas, Johan Zebeda, Elfriede Baarn-Dijksteel, Aminata Cairo en Wanda Denz.[5]
- 2019: Sophie Redmond, Cecil Zandwijken, Clark Accord, Eugène Gessel, Ilse Henar-Hewitt, Thelma Ment, Wilgo Baarn, Big Jones, Hein Eersel, Héloïse Rozenblad, Melie Leerdam en Gazon Matodja.[1]
- 2020: Aleks de Drie, Frank Essed, Mavis Noordwijk, Jack Uden, Paké, Joyce Ooft, Henk Mac Donald, Esseline Polanen, Henk Tjon, Jacqueline Molly, Norine Baarn en Esseline Fabies.[6]
- 2021: Sisa Agi, Mildred Caprino, Elfriede Cederboom, Trudi Guda, Emma Mais, Otmar Buyne, Johannes Helstone, Papa Koenders, Edwin Schal, Letitia Vriesde, Dorus Vrede en Carlho Wijdh.[7]
- 2022: Frits Pengel, Henk van Vliet, Anikei Awagi, Eddy Bruma, Hermien Codrington-Kemble, Astrid Deira, Ilse-Marie Hajary, Anton de Kom, Humphrey Pansa , Christine van Russel-Henar, Misi Serie en Ismay van Wilgen.[4]
- 2023: Sa Awowi, Renate Wouden, Alida Neslo, Margo Waterval, Agnes Guardiola, Bea Vianen, Anthony Nesty, Nardo Aloema, James Ramlall, Caprino Alendy, Herman Snijders en Eddy van der Hilst.[3]
- 2024: Monique Pool, S. Sombra, Hariette Vreedzaam-Joeroeja, Fidelia Graand-Galon, Armand van Alen, Soeki Irodikromo, Borger Breeveld, Jan Ernst Matzeliger. Emmy Hart, Cynthia Mc Leod, Sam Polanen en Thea Doelwijt.[8]
- 2025: Pim de la Parra, Irma Loemban Tobing-Klein, Rein Rier, Sharda Ganga, Willy Vinkwolk-Leeflang, Louis Doedel, Mabel van Els, R. Dobru, Mijensa Rensch, Kries Ramkhelawan, Celestine Raalte, Reppie Redmond.[9]